# Катар на зимних Азиатских играх 2011
Катар принял участие в 7-х зимних Азиатских играх, проводившихся в 2011 году в Астане и Алма-Ате, отправив четырёх спортсменов, участвовавших в соревнованиях по конькобежному спорту. Это было первое участие катарских спортсменов на зимних Азиатских играх. По результатам Игр сборная Катара не завоевала ни одной медали.

## Конькобежный спорт
| Спортсмен                  | Дисциплина | Забег 1 | Забег 1 | Забег 2      | Забег 2      | Итого        | Итого        |
| Спортсмен                  | Дисциплина | Время   | Место   | Время        | Место        | Время        | Место        |
| -------------------------- | ---------- | ------- | ------- | ------------ | ------------ | ------------ | ------------ |
| Тамер аль-Моханнади        | 500 м (М)  | 56.62   | 11      | 55.28        | 11           | 111.91       | 11           |
| Мохаммед Ахмед аль-Обаидли | 500 м (М)  | 82.21   | 12      | не стартовал | не стартовал | не стартовал | не стартовал |
| Хассан Фархан              | 1500 м (М) |         |         |              |              | 3:18.36      | 12           |
| Абдулла аль-Сулаити        | 1500 м (М) |         |         |              |              | 2:33.04      | 11           |